# Музей на изкуството и историята на юдаизма
Музеят на изкуството и историята на юдаизма (на френски: Musée d'Art et d'Histoire du Judaïsme) в Париж е открит през 1998 г.
Създаден е с цел да запознае посетителите с най-важните понятия, залегнали в основата на културата на юдаизма.
Намира се в района Маре на адрес: 71, rue du Temple, 75003 Paris. Най-близките станции на Парижкото метро са Rambuteau и Hôtel de Ville. Музеят е отворен всеки ден без съботата – шабата. Работно време: от 11 до 18, в неделя от 10 ч.

## Експозиция
Музеят е така организиран, че всяка от неговите зали (след първата) представя отделна тема, свързана с конкретно време и място в историята на юдаизма:
1. Въведение
2. Евреите в Средновековна Франция
3. Евреите в Италия от Ренесанса до XVIII в.
4. Ханука
5. Амстердам, среща на двете диаспори
6. „Догодина в Йерусалим!“
7. Светът на ашкеназите
8. Светът на сефарадите
9. Интеграция в съвременното общество: Франция през XIX в.
10. Интелектуални и политически движения в Европа в края на XIX – началото на XX в.
11. Евреите в изкуството на XX век
12. Животът на евреите в Париж през 1939 г.
13. Съвременният еврейски свят